# Jonon
Jononi su serija blisko srodnih hemijskih supstanci koja su deo grupe jedinjenja poznatih kao ketoni ruže. Ta grupa obuhvata damaskone i damascenone. Jononi su jedinjanja arome prisutna u nizu eteričnih ulja, poput ulja ruže. Beta-jonon značajno doprinosi aromi ruža, uprkos njegove relativno niske koncentracije. On je važan mirisni sastojak parfema. Jononi se formiraju degradacijom karotenoida.
Karoteni: alfa-karoten, beta-karoten, gama-karoten, i ksantofil beta-kriptoksantin, sadrže beta-jonone, i stoga imaju aktivnost vitamina A, zato što njih biljojedne životinje mogu da pretvore u retinol i retinal. Karotenoidi koji ne sadrže beta-jononsku grupu se ne mogu pretvoriti u retinol, te nemaju aktivnost vitamina A.

## Biosinteza
Karotenoidi su prekurzori važnih mirisnih jedinjenja u nekoliko vrsta cveća. Na primer, nedavna studija jonona u Osmanthus fragrans Lour. var. aurantiacus, je utvrdila da postoji znatna raznovrsnost isparljivih jedinjenja izvedenih iz karotenoida među cvetnicama.
Formiranje jonona se odvija putem procesa koji posreduju karotenoidne dioksigenaze.

## Literatura
- Wanda Sellar (2001). The Directory of Essential Oils (Reprint изд.). Essex: The C.W. Daniel Company, Ltd.  978-0-85207-346-9.